# New Balance
New Balance Athletics, Inc. (NB), és un fabricant d'equipament esportiu amb seu a Boston (Estats Units). La fundació data del 1906 amb el nom New Balance Arch Support Company. Després d'un creixement considerable, s'ha col·locat com una de les empreses més importants del sector.

## Història
El 1906, William Riley, un emigrant del Regne Unit, va fundar a Boston New Balance Arch Support Company. Inicialment, es va especialitzar en calçat ortopèdic i calçat. El seu primer producte va ser un suport per a l'arc del peu reforçat amb tres punts de suport per millorar la comoditat i l'equilibri de la sabata. Es creu que el nom de "New Balance" se li va acudir a Riley després d'observar les gallines del seu jardí. El creador de la companyia va demostrar la forma en què el seu suport de l'arc treballava amb un peu de pollastre al seu escriptori d'oficina. Va explicar als clients que els tres peus del pollastre donaven lloc a un equilibri perfecte.
New Balance va fer la seva primera sabatilla esportiva el 1938, però no va ser fins als anys 60 que l'empresa es va centrar en sabatilles esportives. Ara, la sabatilla s'ha convertit en l'activitat principal de New Balance.
James (Jim) S. Davis, l'actual propietari, va comprar New Balance el 1972. El 1976, la línia "320" es va convertir en la mercaderia més venuda del mercat, convertint-la en una empresa de renom mundial.
El 2015, va comprar la marca Warrior Sports, i a partir de llavors fa equipaments de clubs de futbol.

## Productes

Sabatilla New Balance 574

L'empresa és l'única que segueix fabricant sabatilles d'esport als Estats Units. Les sabates més famoses són dissenys retro, com ara línies "574" i "1600".